# Coistão (distrito de Capisa)
Coistão (em persa: شهرستان کوهستان; romaniz.: Šahrestâne Kuhistân) foi um distrito da província de Capisa, no Afeganistão. Segundo dados de 1990, possuía 57 000 residentes, sendo que a maioria são tajiques.